# Blaukopfpitpit
|  | Dieser Artikel wurde aufgrund von formalen oder inhaltlichen Mängeln in der Qualitätssicherung Biologie zur Verbesserung eingetragen. Dies geschieht, um die Qualität der Biologie-Artikel auf ein akzeptables Niveau zu bringen. Bitte hilf mit, diesen Artikel zu verbessern! Artikel, die nicht signifikant verbessert werden, können gegebenenfalls gelöscht werden. Lies dazu auch die näheren Informationen in den Mindestanforderungen an Biologie-Artikel. |

Der Blaukopfpitpit (Dacnis cayana) ist ein Vogel aus der Familie der Tangaren (Thraupidae). Er kommt von Costa Rica bis Trinidad und Venezuela sowie von Kolumbien bis nach Paraguay und dem Süden Brasiliens vor.

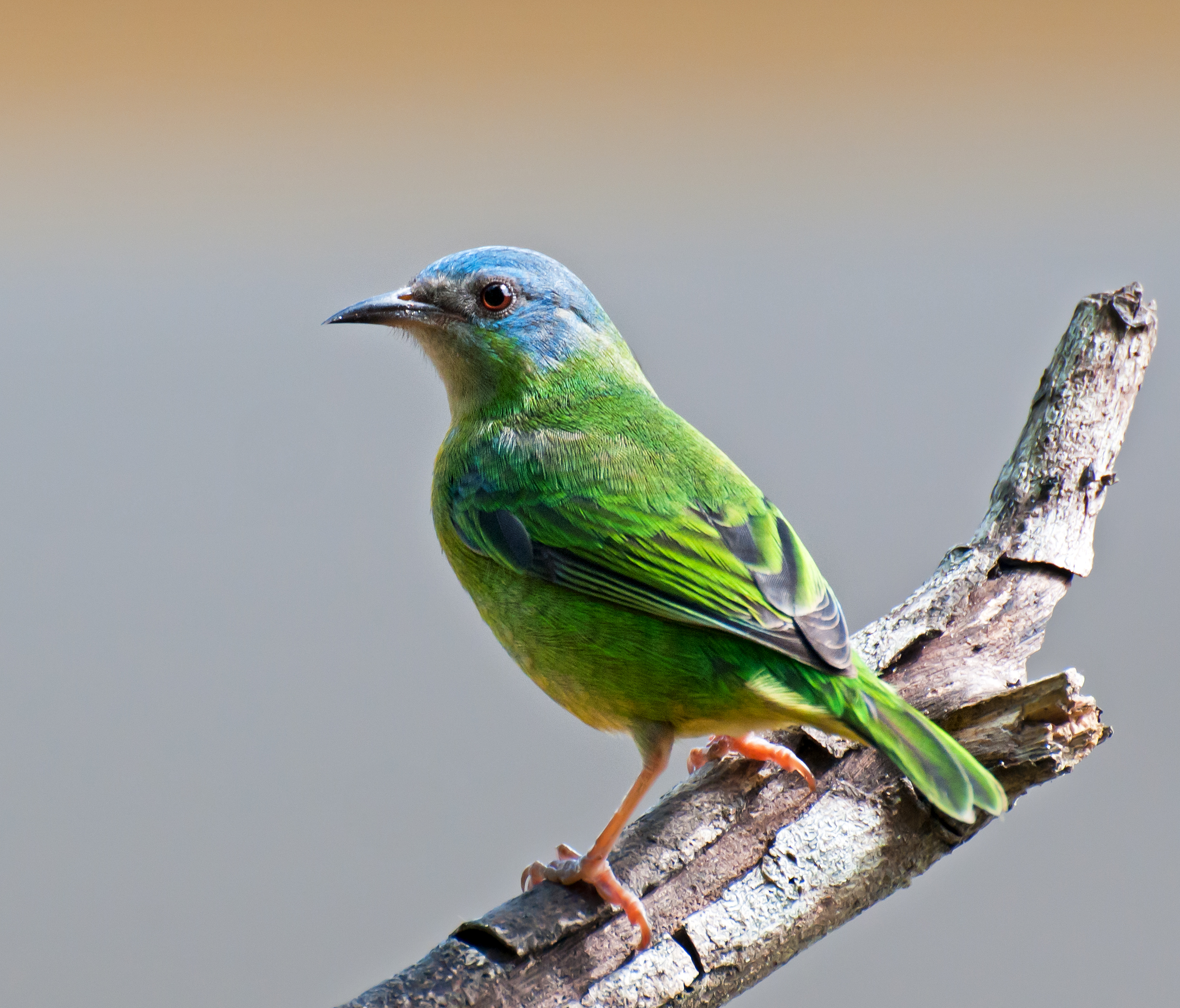
Weibchen

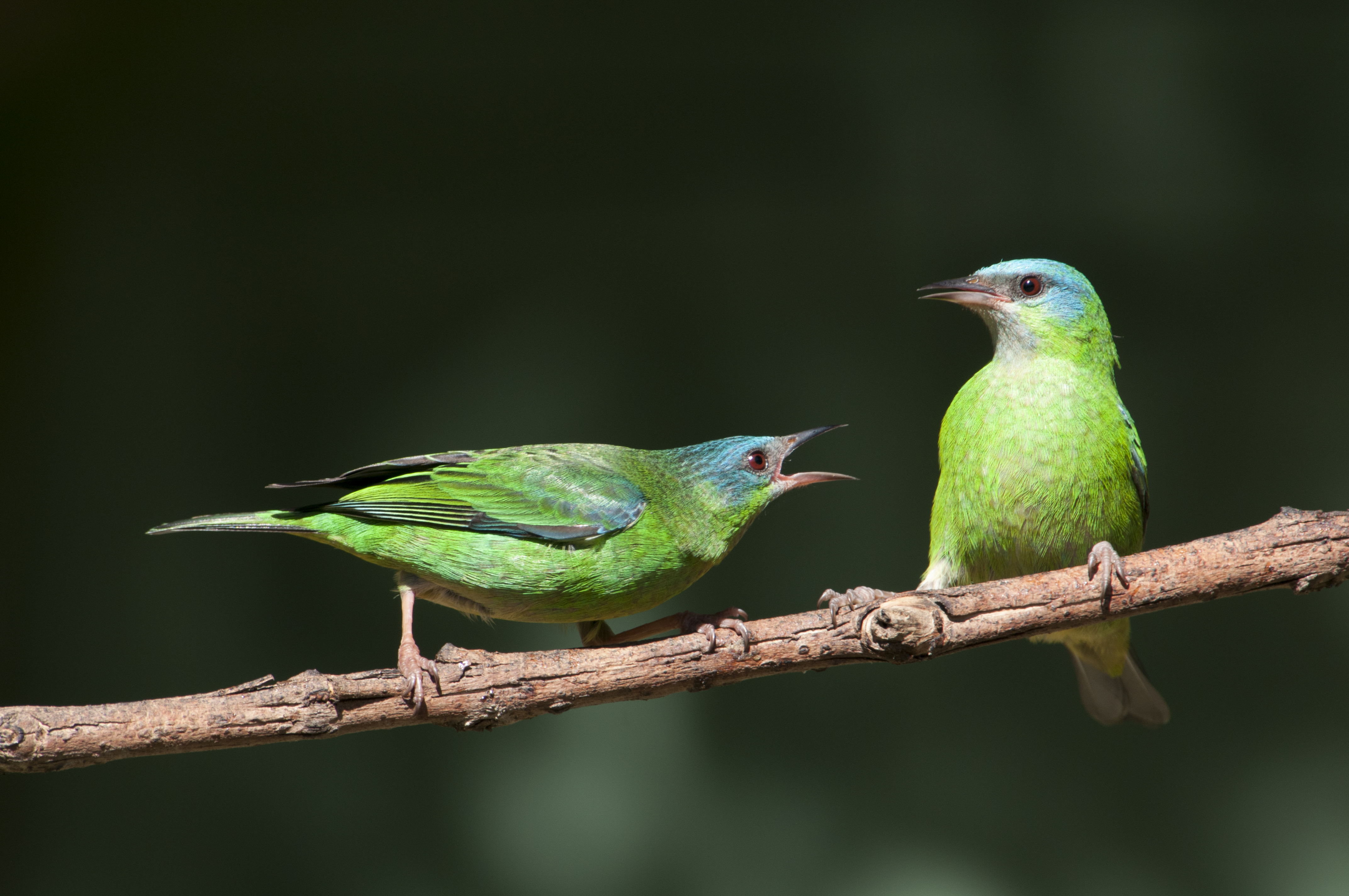
Zwei Weibchen

## Merkmale
Der Blaukopfpitpit ist eine kleine Dacnis Art mit dünnem, spitzem Schnabel die eine Körperlänge von 11 bis 12 Zentimeter erreicht. Tiere der Unterart Dacnis cayana paraguayensis erlangen dabei ein Gewicht von bis zu 15 Gramm, die anderen Unterarten 10 bis 15,5 Gramm.
Die Art weist einen ausgeprägten Geschlechtsdimorphismus auf. Die Männchen des Pitpits haben ein türkisblaues und schwarzes Federkleid. Die Weibchen dagegen sind überwiegend grün und grau gefärbt.

## Lebensweise
Pitpits sind lebhafte Vögel, die man häufig dabei beobachten kann, wie sie im Gezweig von Büschen herumturnen. Ihr tiefes Napfnest bauen sie frei stehend im Gebüsch. Es wird mit Gräsern, Pflanzenfasern und Pflanzenwolle ausgepolstert. Das Weibchen legt zwei bis drei Eier. Die Brutdauer beträgt 13 Tage.
Der Gesang der Vögel ist ein leises Wispern.

## Systematik und Verbreitung
Die Blaukopfpitpit kann man in drei Gruppen einteilen:
- die östliche Gruppe mit:
  - der südlichen Unterart Dacnis cayana paraguayensis Chubb, C, 1910[3], Herkunft vom nordöstlichen Argentinien über östliches Paraguay bis östliches und südliches Brasilien. In der Region Ubatuba reicht das Kontaktgebiet von der südlichen Dacnis cayana paraguayensis bis zur nördlichen Dacnis cayana cayana.
  - der nördlichen Unterart, dabei handelt es sich um die Nominatform Dacnis cayana cayana (Linnaeus, 1766)[4], Herkunft östliches Kolumbien, Venezuela (in der Region von Maracaibo, und im Allgemeinen an den Osthängen der Anden und im Orinoco-Delta), Trinidad und Tobago, Brasilien (außer südliches und östliches Brasilien) sowie in Guyana.

- die nördliche Gruppe mit:
  - der nördlichen Unterart Dacnis cayana callaina Bangs, 1905[5], Herkunft westliches Costa Rica und nordwestliches Panama (Chiriquí).
  - der südlichen Unterart Dacnis cayana ultramarina Lawrence, 1864[6], Herkunft südliches Panama und nordwestliches Kolumbien (auf Westseite des Golf von Urabá).

- die westliche Gruppe mit:
  - Dacnis cayana napaea Bangs, 1898[7], Herkunft nördliches Kolumbien der Santa Marta Region, Ostseite des Golfes von Urabá und im unteren Teil vom Magdalena-Tal.
  - Dacnis cayana baudoana Meyer de Schauensee, 1946[8], Herkunft Pazifikküste von Kolumbien (von Baudó Mts), südwestliches bis westliches Ecuador (zumindest Pichincha), vielleicht ehemals auch im südlichen Guyana.
  - Dacnis cayana caerebicolor Sclater, PL, 1851[9], Herkunft nördliches Kolumbien (Cauca-Tal) und mittlerer und oberer Teil des Magdalena-Tals.
  - Dacnis cayana glaucogularis Berlepsch & Stolzmann, 1896[10], Herkunft südöstliches Kolumbien, östlicher Teil von Ecuador, nördliches Peru.

Das Problem mit der Identifizierung der westlichen Gruppe ist recht groß, da sich die Kontaktgebiete der jeweiligen Unterarten teilweise überschneiden. Eine Hybridisierung von verschiedenen Unterarten untereinander kann in diesem Fall nicht ausgeschlossen werden. Ob es noch rein genetische Arten gibt, wird auch bezweifelt.

## Etymologie und Forschungsgeschichte
Die Erstbeschreibung des Blaukopfpitpits erfolgte 1766 durch Carl von Linné unter dem wissenschaftlichen Namen Motacilla cayana. Als Verbreitungsgebiet nannte er ittrümlich Mexiko. 1816 führte Georges Cuvier die neue Gattung Dacnis für die Pit-Pits von Georges-Louis Leclerc de Buffon ein. Dieses Wort leitet sich vom griechischen »daknis δακνις« für einen nicht identifizierten Vogel aus Ägypten ab, den Hesychios von Alexandria und Sextus Pompeius Festus erwähnten. Der Artname cayana bezieht sich auf Cayenne, da sich Linné auf Pipit bleu de Cayenne von Mathurin-Jacques Brisson bezog. Paraguayensis bezieht sich auf Paraguay, baudoana auf den Río Baudó. Callaina leitet sich von καλλαις kallais bzw. lateinisch callainus, callaïs ‚türkisfarben, türkis‘ ab, napaea von ναπαιος, ναπη napaios, napē für ein bewaldetes Tal, Tal und dürfte sich durch aus der Nymphe Napaien gebildet haben. Schließlich sind ultramarina Wortgebilde aus lateinisch ultra ‚jenseits‘ und lateinisch marinus, mare, maris ‚vom Meer, Meer‘, caerebicolor aus Coereba aus der Tupi-Sprache für einen blau, schwarzen und gelben finkengroßen Vogel, den Zuckervogel und lateinisch color, coloris ‚vom Farbe‘ und glaucogularis aus lateinisch glaucus ‚blaugrün, graugrün, graublau‘ und lateinisch gularis, gula ‚-kehlig, Kehle‘. Alfred Laubmann lagen in seinem Werk Die Vögel von Paraguay neun Exemplare von Adolf Neunteufel (1909–1979) aus dem Departamento Alto Paraná vor. Zwei andere Nachweise bezogen sich auf Sapucay, dem Gebiet aus dem der Balg zur Erstbeschreibung von D. c. paraguayensis her stammte. Außerdem sah er in Fringilla cyanomelas Gmelin, JF, 1789 und Pico de punzon del celeste y negro von Félix de Azara Synonyme.